# Alfa Romeo TZ3 Corsa
Alfa Romeo TZ3 Corsa – samochód sportowy klasy kompaktowej typu one-off wyprodukowany pod włoską marką Alfa Romeo w 2010 roku.

## Historia i opis modelu

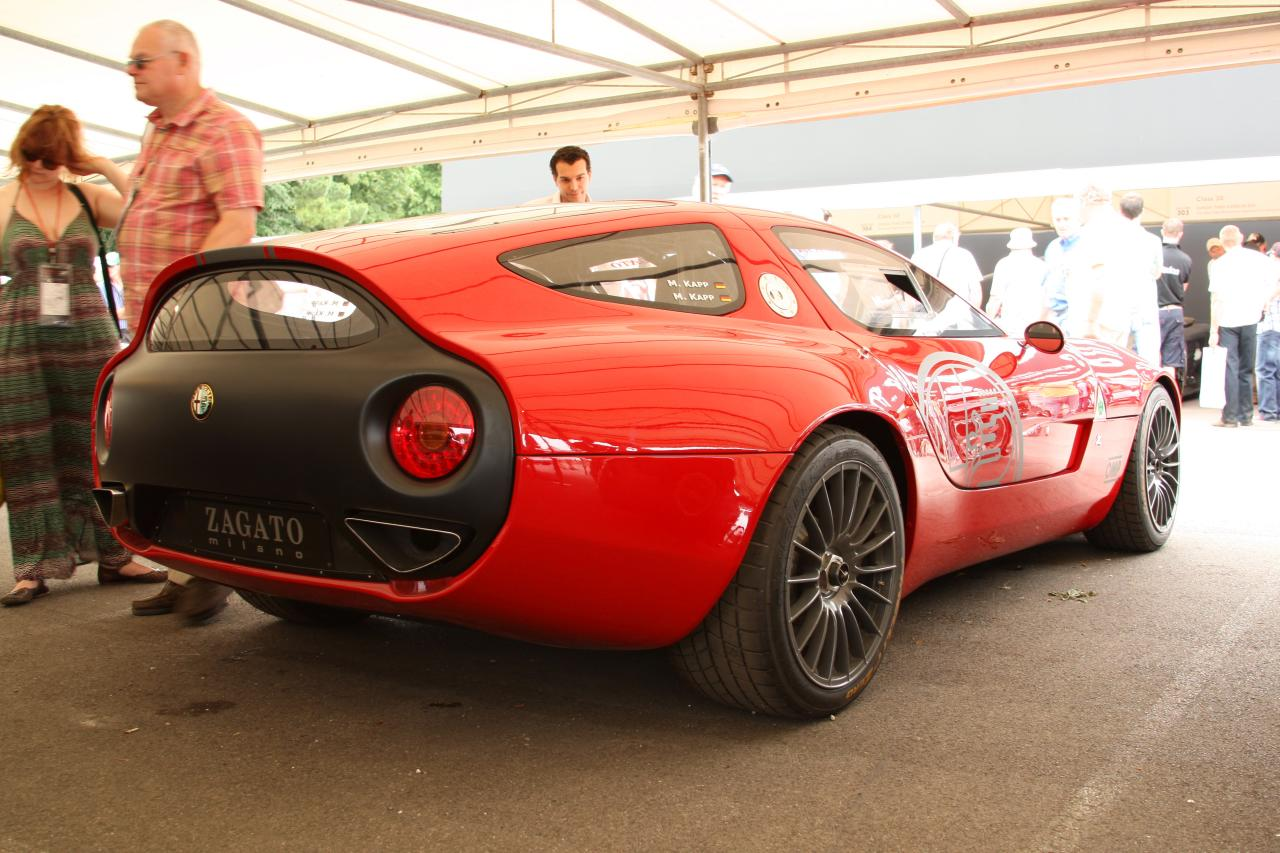
Alfa Romeo TZ3 Corsa - tył

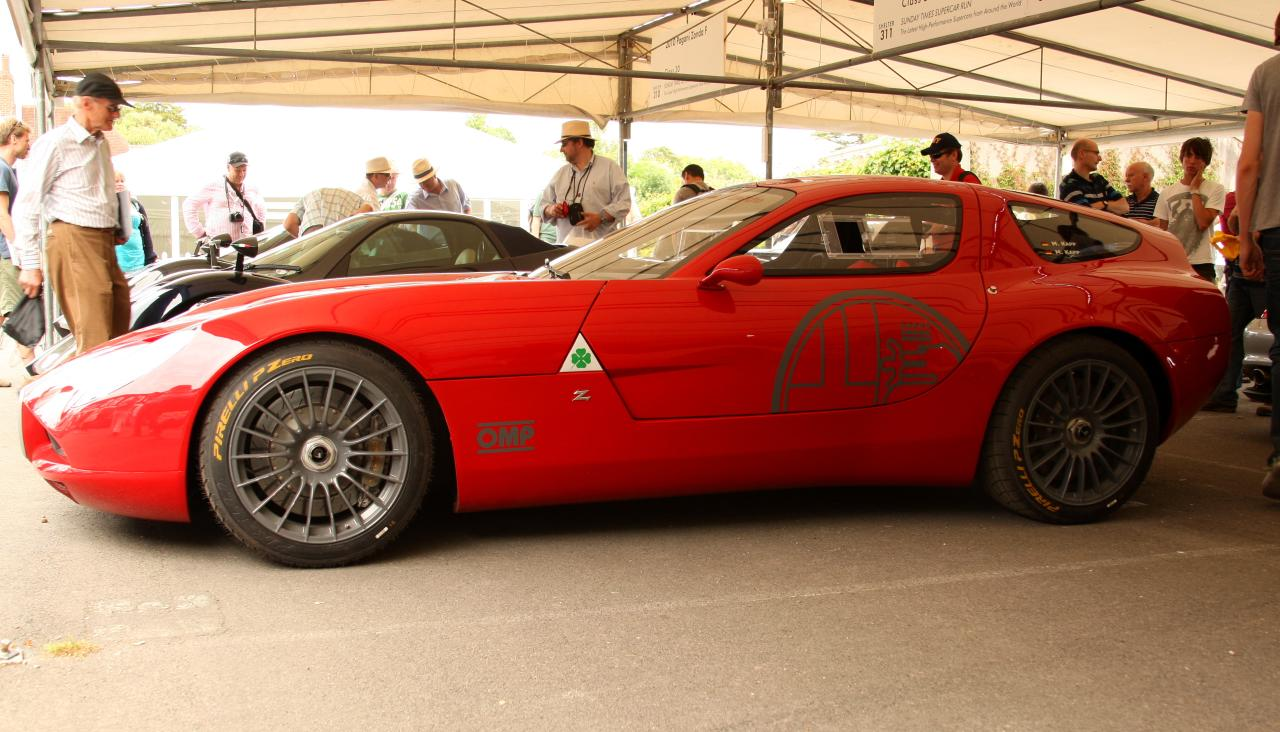
Alfa Romeo TZ3 Corsa - sylwetka

Wiosną 2010 roku podczas corocznego wydarzenia Concorso d'Eleganza Villa d'Este włoskie studio projektowe i producent nadwozi Zagato przedstawił rezultat współpracy z rodzimym Alfa Romeo w postaci unikatowego modelu TZ3 Corsa, stanowiąc przypieczętowanie wspólnych projektów tworzonych przez ostatnie 90 lat. Samochód powstał jako nowoczesna interpretacja klasycznych modeli wyścigowych Alfa Romeo Giulia TZ z lat 60. XX wieku, zyskując rozwiązania typowe dla nowoczesnego 8C Competizione, jak i stylistykę retro charakteryzującą się m.in. charakterystyczną, smukłą sylwetką z nisko opadającą, przeszkloną linią dachu.
Za bazę techniczną dla Alfy Romeo TZ3 Corsa posłużył małoseryjny, belgijski samochód sportowy Gillet Vertigo, z kolei do napędu wykorzystany została jednostka napędowa pochodząca z regularnego modelu 8C Competizione. Benzynowy silnik typu V8 o pojemności 4,2 litra rozwinął moc 420 KM, z kolei dzięki rekordowo niskiej masie nadwozia wynoszącej 850 kilogramów samochód zyskał osiągi pozwalające na rozpędzenie się do 100 km/h w 3,5 sekundy i maksymalnie poruszanie się 300 km/h. Napęd współtworzyła sekwencyjna, zautomatyzowana 6-biegowa skrzynia biegów. Obniżenie wagi samochodu możliwe było dzięki wykorzystaniu do konstrukcji sztywnej ramy z włókna węglowego.

### Sprzedaż
Alfa Romeo TZ3 Corsa powstało jako unikalny projekt typu one-off, zbudowany w jednym egzemplarzu na specjalne zamówienie niemieckiego kolekcjonera samochodów Martina Kappa, który w swoich zbiorach posiadał już inne unikatowe specjalne modele Alfy Romeo jak m.in. klasyczne modele Giulia TZ, czy SZ. Nie została ujawniona wartość, na jakiej podstawie określona została cena projektu w momencie jego wykonania w 2010 roku.

### Silnik
- V8 4.2l 420 KM F136 DOHC